# Peucètes
 (octobre 2016).
Si vous disposez d'ouvrages ou d'articles de référence ou si vous connaissez des sites web de qualité traitant du thème abordé ici, merci de compléter l'article en donnant les références utiles à sa vérifiabilité et en les liant à la section « Notes et références ».
Les Peucètes  (en grec ancien Peukétioi, Πευκέτιοι), Peuces ou Peucétiens était une ancienne population italique d'Apulie (actuelle région des Pouilles en Italie). Certains prétendent que le nom est en fait un péjoratif utilisé par les Grecs pour désigner cette même population, connue sous le terme Poedicli. Un autre nom utilisé sur des cartes géographiques du Moyen Âge était Poediculi pour désigner les habitants des collines des Murges. Les Peucètes avec les Dauniens formaient le peuple des Iapyges ou Apuliens. Les premiers  se sont installés dans le centre des Pouilles (avec comme grands centres Butuntum (actuelle Bitonto), Rubi (actuelle Ruvo di Puglia), Silvium (actuelle Gravina in Puglia), Azetium (actuelle Rutigliano) et Thuriae (actuelle Turi), tandis que les seconds ont choisi la partie nord des Pouilles.

## Histoire
Selon Denys d'Halicarnasse, le nom dérive de Peucetios, fils de Lycaon d'Arcadie et frère de Œnotros. Peucetios serait allé chercher fortune à l'étranger après que Lycaon eut divisé l'Arcadie entre ses vingt-deux enfants. Ce mythe est jugé peu probable par les auteurs modernes, qui disent que la Peucétie n’était qu’un territoire sans grande importance qui faisait culturellement partie de la Grande Grèce.
Hérodote fournit une version différente des événements : après la mort du roi Minos un groupe de Crétois a navigué à la recherche de la Sicania (actuelle Sicile) et a essayé d'assiéger la cité de Camicus pendant cinq ans. Ayant échoué à prendre la ville, les Crétois quittèrent la Sicania pour revenir en Crète. Mais une furieuse tempête fit s’échouer leurs embarcations dans ce qui allait devenir la Iapygie (ou Apulie).

### La division
Dès le VIIe siècle av. J.-C. les habitants des Pouilles (les Iapyges) se sont divisés en Dauniens (dans la région de Foggia), Peucètes (autour de Bari) et Messapes (aux environs de Lecce).
Si au cours des premiers siècles de la colonie grecque de Tarente, la proximité avec la Messapie et la Peucètie ressemble à une coexistence pacifique, cela change à la fin du VIe et au début du Ve siècle. À au moins deux reprises, les Messapes et les Peucètes se sont alliés contre la Tarente grecque. Notamment, en 473 avant J.-C., les Messapes et les Peucètes infligèrent une défaite écrasante aux Tarentins.

### VIeetIVesièclesav. J.-C.
Clément d’Alexandrie rapporte, d’après les écrits de Callimaque, le siège de Rome par les Peucètes.
L’attribution de cet épisode à un véritable événement historique est encore débattue : selon Gaetano De Sanctis, ce siège aurait été dirigé par Porsenna en 509 avant J.-C., tandis que Lorenzo Braccesi affirme que le siège de Rome, qui se réfère à Callimaque dans son œuvre « les Aitia» (les Origines), ne serait pas celui de Porsenna, mais celui mené par les Gaulois (le sac de Rome) qui a eu lieu en 390 avant J.-C. Cette dernière hypothèse a conduit à envisager la possibilité qu’aux yeux des Grecs l’image des Peucètes se confonde avec celles des Picéniens et celle du peuple gaulois des Sénons (fondateurs de Senigallia), sur les confins nord de la zone occupée par les Picéniens.

## Géographie

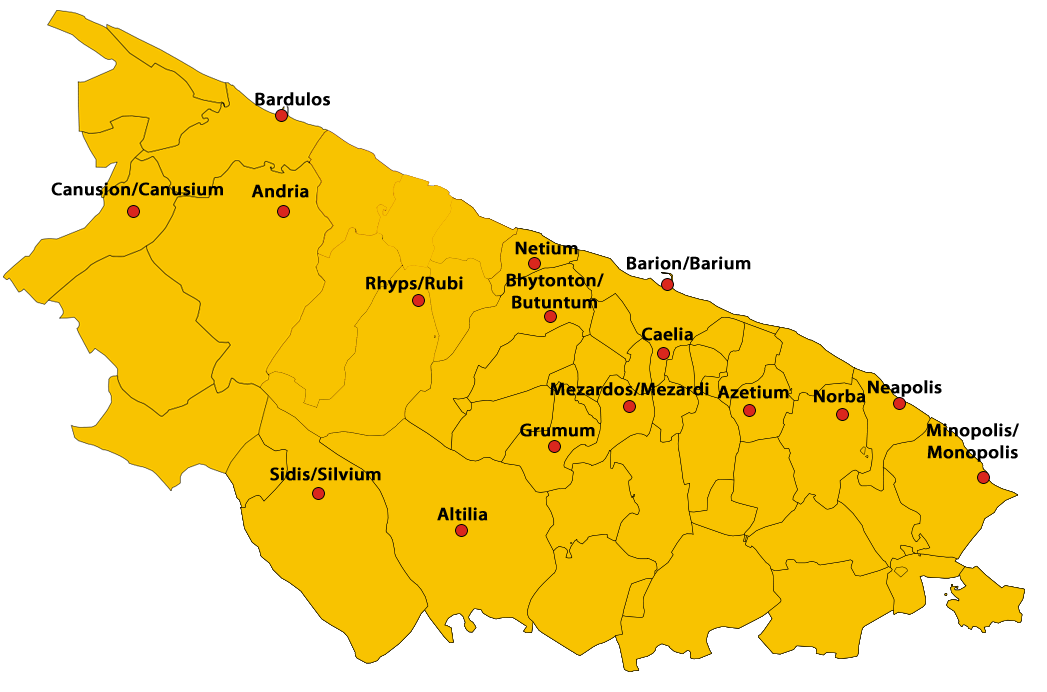
Les centres peucètes au

Les principaux centres étaient Butuntum, Rubi, Silvium et Azetium. Barium (l’actuelle ville de Bari, chef-lieu de la région) était alors sans importance. Plus tard, le territoire qui constitue la région centrale nord des Pouilles et qui représente l'ensemble de la Peucètie et de la Daunie, a été appelé par le terme "Apulie". Au sud de l’Apulie, se situait la Messapie.

« Au-dessus et au N. de ce dernier peuple habitent les Peucétiens et le peuple que les Grecs désignent sous le nom de Dauniens. Dans la langue du pays, tout ce qui succède au territoire des Calabres s'appelle Apulie ; quelques tribus, peucétiennes pour la plupart, portent le nom particulier de Poedicli »

.
En fait, ce furent les Romains qui utilisèrent majoritairement le toponyme d’Apulie. En particulier, la Regio II a été divisée en Région II Apulie et Calabre, où par Calabre on entendait l’actuel Salento, habité à l’époque par les Messapes (et non pas la Calabre actuelle).